# میستیک
میستیک (به انگلیسی: Mystique) با نام اصلی ریون دارکهولم، یک شخصیت خیالی در کتاب‌های کامیک آمریکایی منتشر شده توسط مارول کامیکس است، که اغلب با مجموعه مردان ایکس در ارتباط است. شخصیت میستیک توسط هنرمند دیو کاکرام و نویسنده کریس کلیرمونت خلق شده است؛ که برای اولین بار در شمارهٔ ۱۶ از مِز مارول (مه ۱۹۷۸) حضور پیدا کرد.
میستیک عضو یکی از زیرشاخه‌های بشریت با نام جهش‌یافته‌ها به‌شمار می‌رود که با توانایی‌های ابرانسانی به دنیا آمده است. او یک دگرپیکر است که می‌تواند شکل ظاهری و حتی صدای هر فرد (از هر دو جنس با هر نوع لباسی که بر تن دارند) را بسیار دقیق تقلید کند، در حالی که ظاهر طبیعی او شامل پوستی آبی که تمام بدنش را پوشانده، موهایی به رنگ قرمز و نارنجی، همراه با چشمانی زرد رنگ است.
میستیک در بیشتر طول تاریخچه زندگی‌اش یک ابرشرور و اغلب دشمن گروه مردان ایکس محسوب می‌شود که گروه خودش با عنوان انجمن جهش‌یافتگان شرور را تأسیس نمود، و چندین شخصیت مهم مرتبط با امور جهش‌یافته‌ها را به قتل رساند. سن واقعی او بیش از ۱۰۰ سال تخمین زده شده است. او همسر دستینی / ایرنه آدلر، و همچنین مادر شخصیت‌هایی نظیر گریدون کرید، نایت‌کرالر، و همچنین مادرخوانده شخصیت قهرمان روگ به‌شمار می‌رود. میستیک به عنوان یکی از برجسته‌ترین و قدرتمندترین ضدقهرمانان زن مارول توصیف شده است.
میستیک در هفت قسمت از مجموعه فیلم‌های مردان ایکس حضور پیدا کرده است که ربکا رومین در سه فیلم اول و همچنین فیلم رو به اکران انتقام‌جویان: روز نابودی (۲۰۲۶) نقش او را ایفا کرده است، در حالی که جنیفر لارنس نقش جوان‌تر این شخصیت را در قسمت‌های بعدی شامل مردان ایکس: کلاس اول (۲۰۱۱)، مردان ایکس: روزهای گذشته آینده (۲۰۱۴)، مردان ایکس: آپوکالیپس (۲۰۱۶) و دارک فینکس (۲۰۱۹) بازی کرده است.

## زندگینامه ساختگی شخصیت
اطلاعات جزئی در مورد گذشته میستیک وجود دارد و سن واقعی او به مانند پرسشی باقی مانده است. از آنجایی که او توسط توانایی دگرپیکری قادر به از بین بردن آثار و نشانه‌های پیری در چهره خود است، سن او دقیقاً مشخص نیست. یکی از اولین برخوردهای او با معشوق مؤنث خود دِستینی (ایرنه آدلر) در اوایل قرن بیستم اتفاق افتاده است.
سال‌ها پیش ریون هویت و ظاهر یک مأمور مخفی آلمانی فوت شده به نام لینی زابر را از آن خود کرد. در این بین لینی و ویکتور کرید با اسم رمز دندان‌خنجری برای انجام مأموریتی با مضمون ترور دانشمندی در برلین شرقی فرا خوانده شدند. ریون در قالب شخصیت لینی این مأموریت را به پایان رساند و سپس او و ویکتور کرید می‌بایست برای مدتی در مکانی امن مخفی می‌شدند. در طی این مدت آن‌ها معشوق یکدیگر شدند، اما چندی بعد ریون مرگ خود را صحنه‌سازی کرد تا او را ترک کند.
نتیجه این رابطه کوتاه مدت به دنیا آمدن پسری با نام گریدون کرید را به دنبال داشت. گریدون یک انسان جهش‌یافته نبود، بنابراین ریون که ناامید شده بود او را ترک کرد. گریدون از والدینش متنفر می‌شود و در نهایت نفرت خود را نسبت به همه جهش‌یافته‌ها گسترش می‌دهد. او رهبر سازمانی متنفر از جهش‌یافته‌ها تحت نام «دوستان بشریت» می‌شود و سپس به یک سیاستمدار تبدیل می‌شود. گریدون در اوج قدرت سیاسی خود توسط یک تیرانداز ناشناس ترور می‌شود. بعداً مشخص می‌شود که تیرانداز، نسخه‌ای از میستیک است که در زمان سفر می‌کند و این بخشی از یک پارادوکس زمانی پیچیده است که شامل جین گری، آیس‌من، تود و جاگرنات می‌شود.

## توانایی‌ها و قدرت‌ها
میستیک یک انسان جهش‌یافته با توانایی دگرپیکری است. او توسط دورکاری ذهن قادر است یاخته‌ها و مولکول‌های بدن خود و حتی هر نوع لباس پوشیدنی را برای تغییر چهره و ظاهر تغییر دهد. در نتیجه او می‌تواند ظاهر و صدای خود را مانند یک رونوشت دقیق از هر انسان (از هر دو جنسیت و تقریباً هر نوع لباسی که بر تن دارند)، و انسان‌نما دگرگون سازد. کنترل او در این زمینه تا حدی کامل و دقیق است که به‌طور صریح می‌تواند الگوی شبکیه فرد دیگری را در چشمانش، انگشت، کف دست، الگوی منافذ پوست بر روی دست و پوست خود، و تارهای صوتی را تا اندازه‌ای دقیق تقلید کند که برای مطابقت با دستگاه ضبط صدا همخوانی داشته است. با این حال تنها نقطه ضعف میستیک، ناتوانی ارادی وی در کاهش و افزایش جرم خود است، و در حالی که قادر به تقلید از فردی که از لحاظ فیزیکی بزرگتر از اوست می‌باشد، اما وزن او با شخص واقعی همخوانی ندارد. اگرچه از لحاظ ظاهری (قد و وزن) شکل هر فرد را حفظ می‌کند و بدون آزمون او تشخیص این مسئله غیرممکن است. هرچه فرد از لحاظ فیزیکی بزرگتر از او باشد، در زمان تغییر شکل فشار بیشتری را احساس می‌کند.
میستیک در هنگام تقلید، قادر به کپی نمودن توانایی افراد نمی‌باشد، به عنوان مثال زمانی که خود را به شکل شخصیت نایت‌کرالر تبدیل کرد، توانایی دورنوردی او را نداشت. او به عنوان یک دگرپیکر قادر است به‌طور مداوم سلول‌های بدنش را تغییر دهد و بازجوانی نماید، در نتیجه ظاهر جوان خود را با وجود داشتن بیش از ۱۰۰ سال سن حفظ کند.